# Diletta Cherubini
Diletta Cherubini (* 9. Mai 2002) ist eine italienische Tennisspielerin.

## Karriere
Cherubini spielt vorrangig vor allem auf Turnieren der ITF Women’s World Tennis Tour, wo sie bislang vier Doppeltitel gewann.

## Turniersiege

### Doppel
| Nr. | Datum             | Turnier   | Kategorie | Belag        | Partnerin         | Finalgegnerinnen                    | Ergebnis         |
| --- | ----------------- | --------- | --------- | ------------ | ----------------- | ----------------------------------- | ---------------- |
| 1.  | 23. April 2022    | Kairo     | ITF W15   | Sand         | Marija Tkatschowa | Émeline Dartron Lucie Nguyen Tan    | 3:6, 6:3, [10:8] |
| 2.  | 21. Mai 2022      | Kairo     | ITF W15   | Sand         | Antonia Schmidt   | Elizaveta Masnaia Sofiia Nagornaia  | 6:1, 6:2         |
| 3.  | 7. Juli 2023      | Getxo     | ITF W25   | Sand (Halle) | Anna Sisková      | Nicole Fossa Huergo Noelia Zeballos | 6:2, 6:4         |
| 4.  | 25. November 2023 | Bengaluru | ITF W25   | Sand         | Antonia Schmidt   | Punnin Kovapitukted Anna Ureke      | 4:6, 7:5, [10:4] |